# Ctèsies de Cnidos
Ctèsies o Ctèsias (en grec antic: Κτησίας, llatí: Ctesias; segles v i iv aC) fou un metge i historiador de l'antiga Grècia nascut a Cnidos. Era fill de Ctesíoc o Ctesiarc, i membre de la família dels asclepíades, i va néixer a una data desconeguda abans del 425 aC. Era contemporani de Xenofont.
De jove (vers 415 aC) va viure alguns anys a l'Imperi Persa i va ser metge personal d'Artaxerxes II, al qui va acompanyar el 401 aC en la seva expedició contra el seu germà Cir el Jove. Diodor de Sicília diu que va ser fet presoner pel rei i que per la seva gran habilitat en medicina va ser cridat a la cort on va ser molt honorat, però aquesta qüestió es posa en dubte.
De l'expedició amb el rei, Ctèsies en va treure grans coneixements i va recollir tota la informació que va poder. Això li va permetre escriure diverses obres sobre geografia i finances perses:
- Περσικά, una història de Pèrsia amb l'objectiu de donar a conèixer als seus paisans aquest imperi i de rebatre els errors sorgits en part de la ignorància i en part de la vanitat grega. Els materials per a la seva història, excepte quan descrivia esdeveniments dels quals havia estat testimoni ocular, els va treure segons el testimoni de Diodor, dels arxius perses (διφθέραι Βασιλικαί), i de la història oficial de l'Imperi Persa. Aquesta obra de Ctèsies, que, com la d'Heròdot, va ser escrita en el dialecte jònic, constava de vint-i-tres llibres. Els sis primers eren una història des de l'Imperi Assiri fins a la fundació de l'Imperi Persa. Els set següents parlaven del desenvolupament i la història dels perses fins al regnat de Xerxes, i els deu restants arribaven fins al moment en què Ctèsies va abandonar Pèrsia. El llibre s'ha perdut, excepte un epítom molt curt de Foci i el que en diu Diodor.
- Una descripció de l'Índia anomenada Ἰνδικά de gran valor, ja que mostra les creences dels perses en relació amb els indis, parla de la seva història i descriu la vegetació i els animals, en gran part tot barrejat amb faules i llegendes. Ctèsies no va viatjar a l'Índia i les seves referències es basen en el que els perses coneixien. D'aquesta obra en queda també un resum de Foci i diversos fragments conservats per autors posteriors.

Les altres obres seves són: Περὶ Ὀρῶν (dos llibres), Περίπλους Ἀσίας (potser la mateixa obra que Περιήγησις), Περὶ Ποταμῶν i Περὶ τῶν κατὰ τὴν Ἀσίαν φόρων. Galè diu que també va escriure obres de medicina però no se'n sap res.
Va tornar a Cnidos vers el 398 aC i va viure fins a una època desconeguda.